# Richard von Wessex

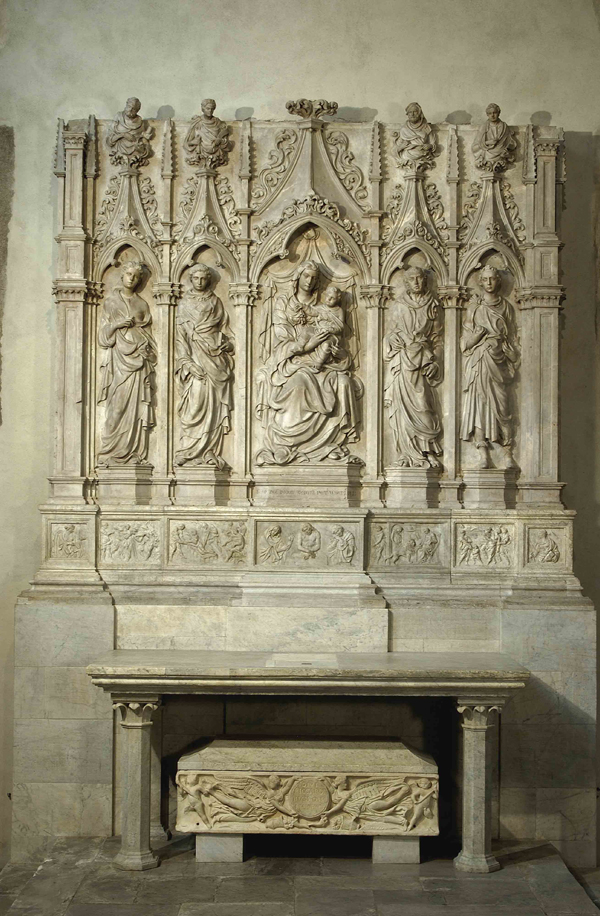
Grab des Hl. Richard in Lucca, San Frediano

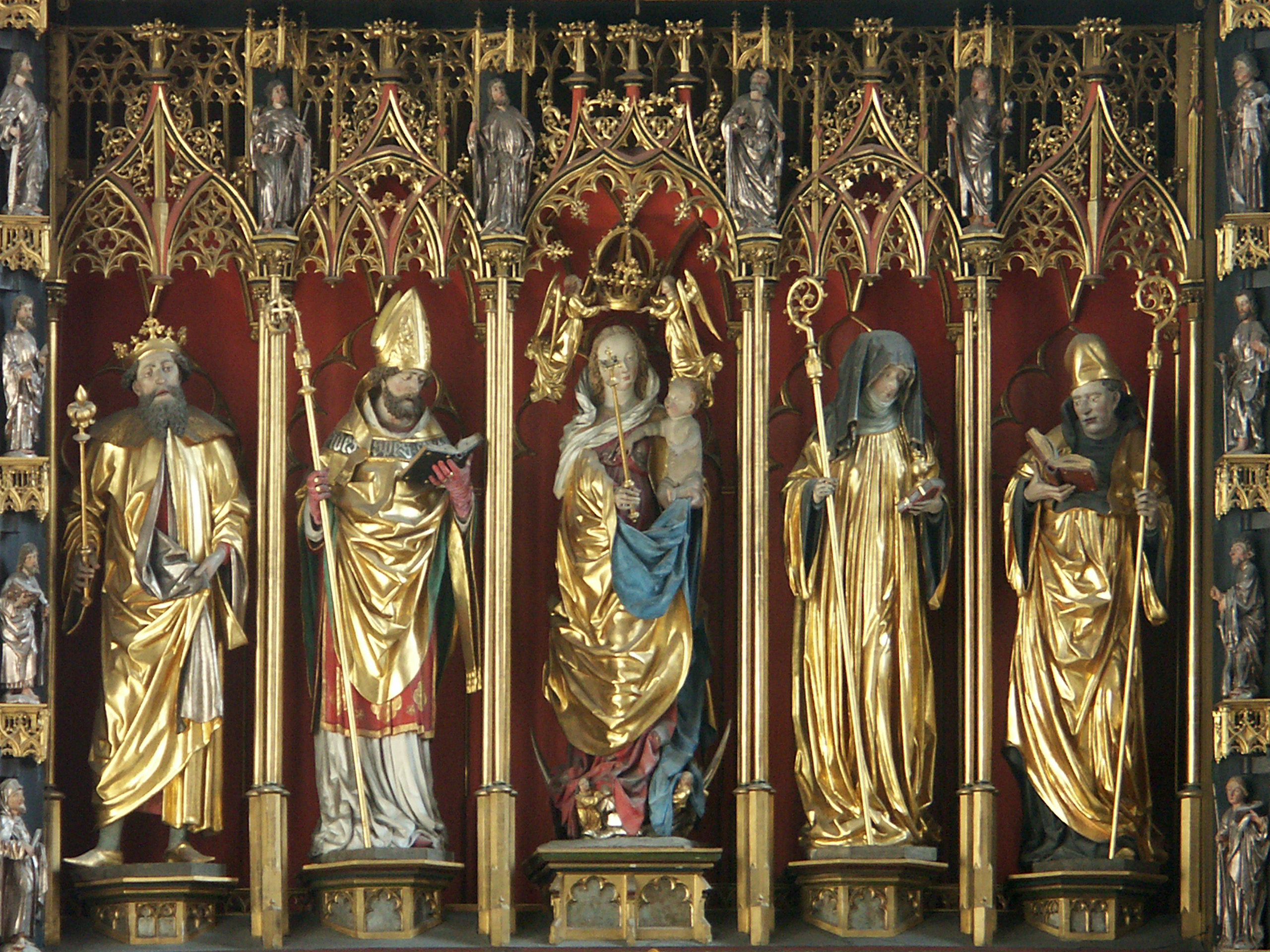
Mittelschrein des Hochaltars im Eichstätter Dom mit dem Hl. Richard links als König dargestellt

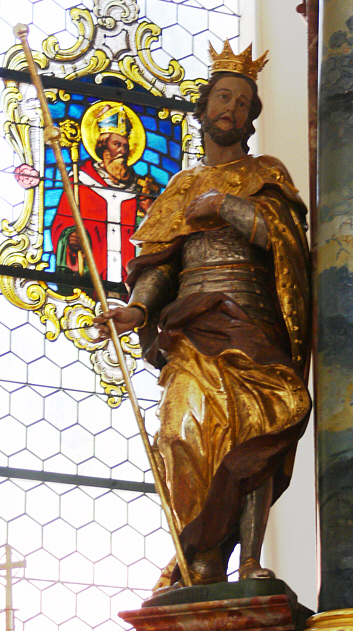
Figur des heiligen Richard am Hochaltar der Kirche St. Magnus in Waldburg (Württemberg). Die drei Kinder Richards sind seit 1604 Erbpatrone des Hauses Waldburg.

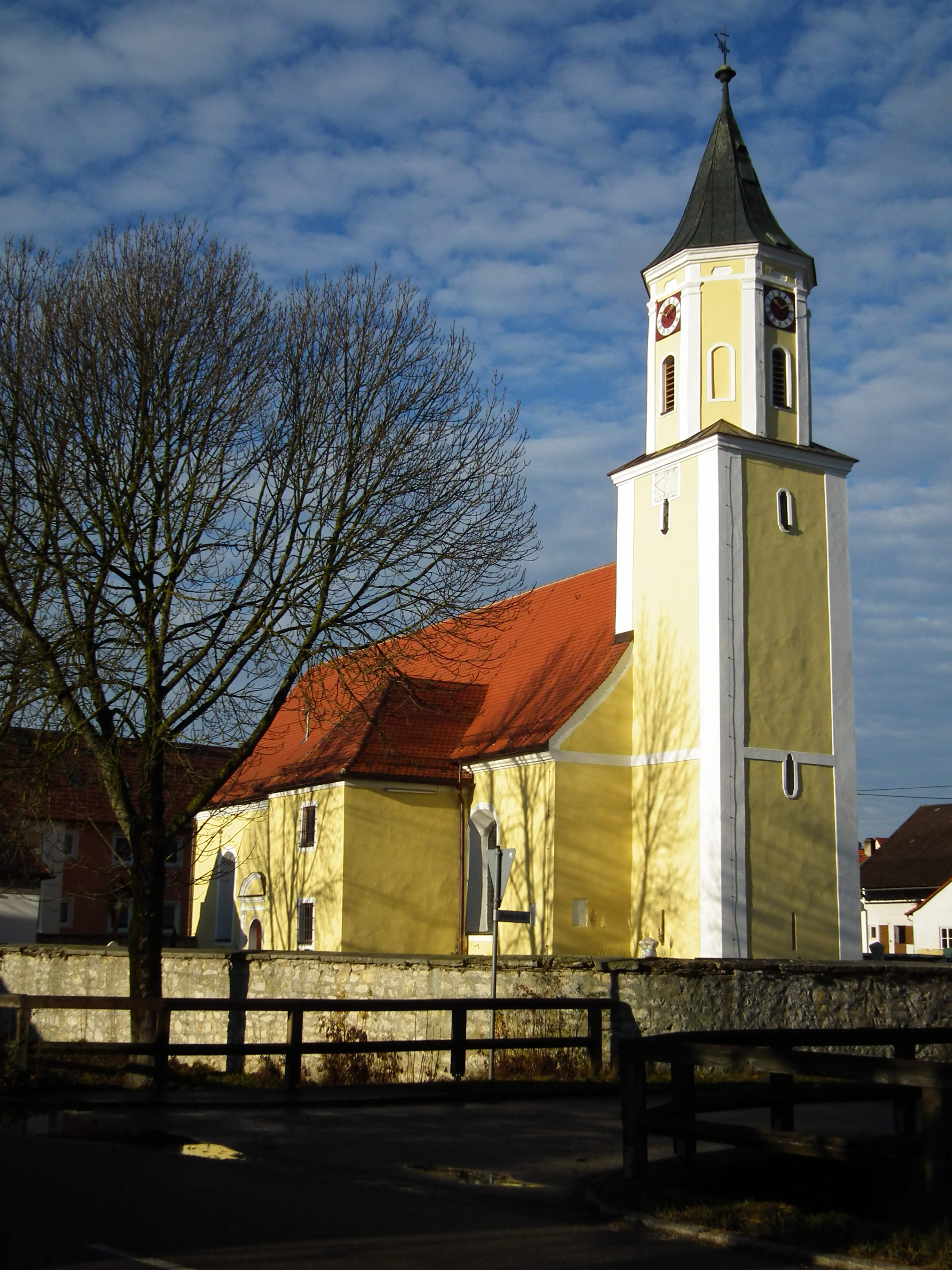
Kirche St. Richard in Otting

Richard von Wessex, auch Richard der Sachse, Richard der König, Richard von England, Richard von Lucca, Richard von Schwaben oder Richard der Pilger ist ein  christlicher Heiliger, dessen Verehrung im 12. Jahrhundert begann. In dieser Zeit wird ein in Lucca bestatteter angelsächsischer Pilger mit Namen Richard in Verbindung gebracht mit dem 720 dort verstorbenen, namenlosen Vater der Heiligen Wunibald, Willibald und Walburga. Alle vier sind Bistumsheilige der Diözese Eichstätt. Daraus entwickelt sich die Legende, dass dieser Richard in den frühen Jahren des 8. Jahrhunderts westsächsischer König in Wessex gewesen sein soll. Er wird traditionell als Schwager des Wynfreth angesehen, der 719 von Papst Gregor II. den Namen Bonifatius erhielt und der als Apostel der Deutschen Germanien missionierte. Einer Legende nach wurden seine Besitztümer enteignet, da er sich weigerte zurückzutreten.
Seine Gemahlin unbekannten Namens wird seit dem Spätmittelalter als heilige Wuna (oder Wina) verehrt.

## Geschichtliche Quellen

### Der „namenlose“ Vater in der Vita der Nonne Hugeburc
In den Lebensbeschreibungen der Brüder Willibald und Wunibald sind nur wenige Informationen über deren Vater enthalten. Die Lebensbeschreibung des Willibald besitzt aber einen hohen Geschichtswert, weil die Verfasserin, eine Nonne im Kloster Heidenheim namens Hugeburc, den Bericht nach eigener Aussage zu Lebzeiten des Willibald nach dessen Diktat niederschreibt. Als Datum nennt sie den 23. Juni 778.
Über den namentlich nicht genannten Vater erfährt man, dass er einen Herrenhof in der südenglischen Grafschaft Wessex besaß. Er gehörte zu den freien, durchaus begüterten Landbesitzern, aus denen sich später der Adel entwickelt. 720 gibt er dem Drängen seines Sohnes Willibald nach und unternimmt zusammen mit den beiden Söhnen eine Pilgerfahrt nach Rom und ins Heilige Land. Während der Reise stirbt er im toskanischen Lucca zwischen Mai und November 720. In Willibalds Lebensgeschichte heißt es: "Im weiteren Verlauf kamen sie in eine Stadt namens Lucca. Willibald und Wunibald hatten ihren Vater in der Reisegesellschaft bei sich. Dieser wurde dort von einer unerwarteten körperlichen Schwäche befallen, so dass nach Ablauf einiger Zeit der Tag seines Todes bevorstand. Da die heftige Krankheit in ihm zunahm, verzehrten sich bereits die müden und erkalteten Glieder seines Leibes und er hauchte den letzten Atemzug seines Lebens aus. Unverzüglich nahmen seine treuen Söhne den entseelten Leib ihres Vaters in pietätvoller Liebe, hüllten ihn sorgfältig ein und bestatteten ihn in der Erde. Das war in der Stadt Lucca beim heiligen Frigidianus (San Frediano). Dort ruht der Leib ihres Vaters." Wieder begegnet uns der Vater in der Lebensbeschreibung Willibalds 20 Jahre später. Kurz nach Ostern 740 besucht Willbald das Grab auf dem Weg von Rom nach Germanien, wohin ihn Papst Gregor III. auf Bitten des Bonifatius zur Missionsarbeit geschickt hatte.

### Die Auffindung der Richardreliquien im Bericht des Abtes Adalbert von Heidenheim
Erst über 400 Jahre später findet sich um 1160 in den Berichten des Abtes Adalbert von Heidenheim über Reformen in seinem Kloster ein Hinweis auf den Vater der drei heiligen Geschwister. Abt Adalbert berichtet über eine Delegation aus der Diözese Eichstätt, die um 1150 in Lucca nach Reliquien des verstorbenen Vaters der Bistumsheiligen nachgefragt hat. Die Bürger von Lucca, jetzt über den wahren Wert ihres bis dahin wenig beachteten Pilgers namens Richard aufgeklärt, erhoben mit päpstlicher Erlaubnis die Reliquien und setzten sie am 7. Februar neu in einem Altar bei, was nach damaliger Auffassung einer Heiligsprechung entsprach. Deshalb wird sein Fest auch heute noch an diesem Tag gefeiert. Nach Zahlung eines größeren Betrags konnten die Eichstätter einige unbedeutende Reliquienteile mitnehmen und in der Folge wurde der Gedenktag des Heiligen Richard im Bistum Eichstätt eingeführt. Ein Mitglied der Eichstätter Delegation nach Lucca wird in den Berichten namentlich benannt nämlich Ilsung, ein Kanoniker des Stiftes Heidenheim. Er scheint zumindest einen Teil der Richardreliquie in seinem Besitz gehabt zu haben. Jeweils am Fest des hl. Wunibald und zu Weihnachten brachte er die Reliquien zu Pferd nach Heidenheim. Dieser Ilsung wird in einer Urkunde von 1180 als Pfarrer von Otting erwähnt, was erklären könnte, dass genau dort die einzige dem hl. Richard geweihte Kirche im Bistum Eichstätt besteht.

### Legendenbildung in der Willibald-Biographie von Bischof Philipp von Rathsamhausen
In der um 1308/1309 entstandenen Biographie über den Heiligen Willibald von Bischof Philipp von Rathsamhausen (1305–1322) wurde schließlich aus dem unbenannten und dann mit dem Pilger Richard verbundenen Vater der "König von England" und der "Herzog von Schwaben". Dies führte in der Folge dazu, dass das Wappen der englischen Könige aus dem Hause Anjou-Plantagenet – drei schreitende Leoparden oder Löwen auf rotem Grund – auf Richard und seine Kinder übertragen wurde und später auch auf die Abtei Heidenheim, das Kloster St. Walburg in Eichstätt und das Eichstätter Domkapitel überging. Phillip von Rathsamhausen schildert auch einige Wunder, die sich am Grab Richards zugetragen haben sollen.